# Natació als Jocs Olímpics d'estiu de 1928 - 400 metres lliures masculins
Els 400 metres lliures masculins va ser una de les onze proves de natació que es disputaren als Jocs Olímpics d'Amsterdam de 1928. La competició es disputà entre el 7 i el 9 d'agost de 1928. Hi van prendre part 26 nedadors procedents de 17 països.

## Medallistes
| Or                     | Plata              | Bronze          |
| Alberto Zorrilla (ARG) | Boy Charlton (AUS) | Arne Borg (SWE) |

## Rècords
Aquests eren els rècords del món i olímpic que hi havia abans de la celebració dels Jocs Olímpics de 1928.
| Rècord del Món | 4:50.3 | Arne Borg          | Estocolm (SWE) | 11 setembre 1925 |
| Rècord Olímpic | 5:04.2 | Johnny Weissmuller | París (FRA)    | 18 juliol 1924   |

En la final Alberto Zorrilla va establir un nou rècord olímpic amb un temps de 5:01.6 minuts.

## Resultats

### Sèries
Es disputaren el dissabte 7 d'agost. Els tres nedadors més ràpids de cada sèrie i el millor tercer passaren a semifinals.
Sèrie 1
| Pos. | Nedadora             | Temps  | Qual. |
| ---- | -------------------- | ------ | ----- |
| 1    | Austin Clapp (USA)   | 5:13.4 | QQ    |
| 2    | Nobuo Arai (JPN)     | 5:23.4 | QQ    |
| 3    | Friedel Berges (GER) | 5:27.8 |       |
| 4    | James Thompson (CAN) |        |       |

Sèrie 2
| Pos. | Nedadora                  | Temps  | Qual. |
| ---- | ------------------------- | ------ | ----- |
| 1    | Buster Crabbe (USA)       | 5:09.8 | QQ    |
| 2    | Hiroshi Yoneyama (JPN)    | 5:17.8 | QQ    |
| 3    | Albert Vandeplancke (FRA) | 5:20.0 | qq    |
| 4    | Géza Szigritz (HUN)       | 5:41.0 |       |
| 5    | Arthur Watts (GBR)        |        |       |

Sèrie 3
| Pos. | Nedadora               | Temps  | Qual. |
| ---- | ---------------------- | ------ | ----- |
| 1    | Garnet Ault (CAN)      | 5:18.8 | QQ    |
| 2    | Herbert Heinrich (GER) | 5:20.0 | QQ    |
| 3    | Václav Antoš (TCH)     | 5:39.8 |       |
| 4    | Taburan Tamse (PHI)    |        |       |

Sèrie 4
| Pos. | Nedadora                 | Temps  | Qual. |
| ---- | ------------------------ | ------ | ----- |
| 1    | Arne Borg (SWE)          | 5:09.6 | QQ    |
| 2    | Ray Ruddy (USA)          | 5:26.4 | QQ    |
| 3    | W. Handschuhmacher (GER) | 5:32.0 |       |
| 4    | Rezső Wanié (HUN)        | 5:35.2 |       |

Sèrie 5
| Pos. | Nedadora              | Temps  | Qual. |
| ---- | --------------------- | ------ | ----- |
| 1    | Katsuo Takaishi (JPN) | 5:22.8 | QQ    |
| 2    | Boy Charlton (AUS)    | 5:23.0 | QQ    |
| 3    | Paolo Costoli (ITA)   |        |       |
| 4    | Adán Gordón (PAN)     |        |       |
| 5    | Hernán Téllez (CHI)   |        |       |

Sèrie 6
| Pos. | Nedadora                | Temps  | Qual. |
| ---- | ----------------------- | ------ | ----- |
| 1    | Alberto Zorrilla (ARG)  | 5:19.2 | QQ    |
| 2    | Jack Hatfield (GBR)     | 5:32.8 | QQ    |
| 3    | David Lindsay (NZL)     | 5:38.6 |       |
| 4    | William Broderick (IRL) |        |       |

### Semifinals
Es disputaren el dimecres 8 d'agost de 1928. Els tres nedadors més ràpids de cadascuna passen a la final.
Semifinal 1
| Pos. | Nedadora               | Temps  | Qual. |
| ---- | ---------------------- | ------ | ----- |
| 1    | Alberto Zorrilla (ARG) | 5:11.4 | QF    |
| 2    | Boy Charlton (AUS)     | 5:13.6 | QF    |
| 3    | Ray Ruddy (USA)        | 5:20.6 | QF    |
| 4    | Garnet Ault (CAN)      |        |       |
| 5    | Hiroshi Yoneyama (JPN) |        |       |
| —    | Jack Hatfield (GBR)    | DNS    |       |
| —    | Nobuo Arai (JPN)       | DNS    |       |

Semifinal 2
| Pos. | Nedadora                  | Temps  | Qual. |
| ---- | ------------------------- | ------ | ----- |
| 1    | Arne Borg (SWE)           | 5:05.4 | QF    |
| 2    | Buster Crabbe (USA)       | 5:06.2 | QF    |
| 3    | Austin Clapp (USA)        | 5:06.8 | QF    |
| 4    | Katsuo Takaishi (JPN)     |        |       |
| 5    | Herbert Heinrich (GER)    |        |       |
| 6    | Albert Vandeplancke (FRA) |        |       |

### Final
Es disputà el divendres 10 d'agost de 1928:
| Place | Swimmer                | Time      |
| ----- | ---------------------- | --------- |
| 1     | Alberto Zorrilla (ARG) | 5:01.6 OR |
| 2     | Boy Charlton (AUS)     | 5:03.6    |
| 3     | Arne Borg (SWE)        | 5:04.6    |
| 4     | Buster Crabbe (USA)    | 5:05.4    |
| 5     | Austin Clapp (USA)     | 5:16.0    |
| 6     | Ray Ruddy (USA)        | 5:25.0    |